# Волдемар Кох (економіст)
Волдемар Отто Кох (нім. Woldemar Koch; 19 січня 1902, Харків — 17 лютого 1983, Тюбінген) — німецький економіст українського походження.

## Навчання
В.Кох народився у Харкові в родині купця.
Після закінчення школи він вивчав політекономію в університетах Берліна і Кенігсберга. У 1926 році в Кенігсберзі він отримав науковий ступінь доктора наук.
З 1936 року В.Кох працював приват-доцентом економіки в університеті Кьольна. У 1939 році він перейшов у Friedrich-Wilhelms-Universität в Берліні. В період нацизму він був також співробітником наукової ради інституту AWI Німецького робітничого фронту (DAF).
А в 1943 році В.Кох обійняв посаду професора у Націонал-соціалістичному імператорському університеті у Познані.
У 1950 році В.Кох почав працювати професором економіки Вільного університету Берліна. В 1954 році він переїхав в місто Тюбінген, де також обіймав посаду професора Тюбінгенського університету.
В.Кох в цей час був обраний членом Наукової Ради при федеральному Міністерстві економіки та технологій
А в 1970 році він пішов у відставку. В.Кох зробив значний внесок для розвитку економіки та особливо [Державні фінанси|фінансової науки]] Німеччини.

## Родина
В.Кох в 1936 році одружився з Джоанною Вальсдорф нім. Johanna Walsdorff. У них народилося двоє дітей.
В.Кох помер у 1983 році у віці 81 року в Тюбінгені.

## Публікації
- Die bol'sevitischen Gewerkschaften: Eine herrschaftssoziologische Studie, Dissertation, Mitzlaff, Rudolstadt, 1926
- Die Staatswirtschaft des Faschismus, G. Fischer, Jena, 1935
- Kommunismus und Individualismus: wirtschaftstheoretische Argumente, Mohr, Tübingen, 1949
- Die Bedeutung der theoretischen Ökonomie für die allgemeine Soziologie, Antrittsvorlesung, Mohr, Tübingen, 1955